# Polo aquático nos Jogos Pan-Americanos de 1959
As competições de polo aquático nos Jogos Pan-Americanos de 1959 foram realizadas em Chicago, Estados Unidos. O torneio foi disputado apenas entre homens. Esta foi a terceira edição do esporte nos Jogos Pan-Americanos.
| Evento                  | Ouro               | Prata         | Bronze |
| ----------------------- | ------------------ | ------------- | --- |
| Polo aquático masculino | USA Estados Unidos | ARG Argentina | BRA Brasil Adhemar Grijó Filho Everardo Filho Flávio Ratto Hilton de Almeida João Gonçalves Filho Luiz Daniel Márvio dos Santos Paulo Cochrane Rodney Bell Sylvio dos Santos |

1. ↑  «Brazilian medalists at 1959 Pan». Folha de S.Paulo. 2007. Consultado em 5 de julho de 2013

- Pan American Games water polo medalists on HickokSports